# Daisy Roulland-Dussoix

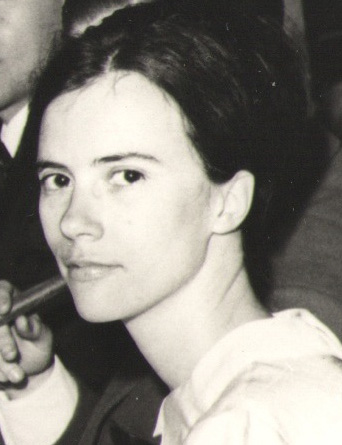
Daisy Dussoix (1964)

Daisy Roulland-Dussoix (* 9. September 1936 in Genf; † 5. Januar 2014 in Lancy) war eine Schweizer Molekular- und Mikrobiologin, die für ihre Forschung im Zusammenhang mit der Restriktions-Modifikation der DNA in den 1960er Jahren bekannt wurde. Sie trug zu den Ergebnissen bei, für die ihr Doktorvater Werner Arber 1978 den Nobelpreis für Physiologie oder Medizin für die „Entdeckung der Restriktionsenzyme und ihre Anwendung auf Probleme der Molekulargenetik“ erhielt.

## Werdegang
Daisy Dussoix wurde am 9. September 1936 in Genf geboren. Ihre Eltern waren Edmond Louis Dussoix und Elsa Margaretha (Sauerbrey) Dussoix.
Nach einer höheren Ausbildung an der Handelsschule erwarb Daisy Dussoix 1958 ein Diplom in Chemie und Biologie an der Universität Genf und begann 1959 ihre Doktorarbeit am Institut für Biophysik der naturwissenschaftlichen Fakultät der Universität Genf unter der gemeinsamen Leitung von Werner Arber und Eduard Kellenberger.
Aufbauend auf Forschungsarbeiten von Grete Kellenberger, die nachgewiesen hatte, dass die DNA bestrahlter Bakteriophagen nach der Injektion in einen Wirt abgebaut wurde, zeigten Daisy Dussoix und Werner Arber, dass auch injizierte DNA, welche die wirtsabhängige Restriktionsmodifikation durchlaufen hatte, abgebaut wurde. Diese Ergebnisse wurden 1961 auf dem ersten internationalen Kongress für Biophysik in Stockholm vorgestellt und 1962 in zwei Artikeln veröffentlicht. Diese legten den Grundstein für die Entdeckung der Restriktionsenzyme, denn die Annahme, dass ein Enzym des Wirtsbakteriums die DNA des Bakteriophagen an bestimmten Stellen schneidet, während die DNA des Wirts durch eine chemische Veränderung davor geschützt ist, wurde durch die Forschungen von Urs Kühnlein, Hamilton Smith und Daniel Nathans bestätigt. Daisy Dussoix wurde 1964 promoviert, aber weder die beiden grundlegenden Veröffentlichungen von 1962 noch eine weitere zum selben Thema von 1963 wurden in ihre 1967 veröffentlichte Doktorarbeit aufgenommen, sondern vielmehr ein Artikel von 1965 mit Arber, der eine Fortsetzung der Artikel von 1962 ist, und ein Artikel von 1967 über den Abbau der Bakteriophagen-DNA durch Bestrahlung.
1964 erhielt Daisy Dussoix ein JCC-Postdoc-Stipendium und ging in die USA, um im Labor von Robert Lehman an der Stanford University in Palo Alto, Kalifornien, zu arbeiten.
1964 heiratete sie Daniel Roulland, den Chefkoch des Restaurants L’Étoile in San Francisco, und signierte danach ihre Artikel mit dem Namen Roulland-Dussoix. Daisy Roulland-Dussoix nahm später eine Postdoc-Stelle im Labor von Herbert Boyer an der University of California, San Francisco (UCSF) an, wo sie sich mit der Beschränkung und Modifizierung von DNA beschäftigte. Die Universität beförderte sie zur Assistenzprofessorin. Forschungsergebnisse aus der Tätigkeit an der UCSF publizierte D. Roulland-Dussoix in fünf Arbeiten. Danach wechselte sie an die University of California in Berkeley.
Anfang der 1980er Jahre kehrte Daisy Roulland-Dussoix nach Europa zurück und arbeitete am Institut Pasteur in Paris, wo sie 1987 zur Leiterin des Mykoplasmenlabors in der Abteilung für virale Onkologie von Luc Montagnier ernannt wurde. Die Publikationen der letzten Jahre ihrer Tätigkeit als Gruppenleiterin konzentrierten sich auf die genetische und molekulare Charakterisierung und die Entwicklung von Nachweismethoden für Mykobakterien und Mykoplasmen.
1996 erkrankte Daisy Roulland-Dussoix an Malaria, deren neurologische Folgen ihre Gesundheit nachhaltig schädigten. Nach dem Tod ihres Mannes im Jahr 2006 wurde sie von ihrer Familie nach Genf zurückgebracht, wo sie 2014 starb.

## Beiträge zu Nobelpreisarbeiten
Dussoix war von 1960 bis 1964 als Doktorandin die wichtigste Mitarbeiterin von Werner Arber. Gemeinsam mit ihm veröffentlichte sie Artikel über wirtsspezifisch gesteuerte Restriktions-Modifizierungsphänomene. Diese bildeten die Grundlage für die Entdeckung der Restriktionsenzyme. Diese Entdeckungen trugen zur Verleihung des Nobelpreises 1978 an Werner Arber bei. Obwohl sich Dussoix in einem persönlichen Brief an ihren Bruder frustriert zeigte, weil Arber ihre Mitarbeit nicht genannt habe, erwähnte Arber Dussoix als Autorin oder Co-Autorin bedeutender Arbeiten in seiner Nobel-Vorlesung.
Dussoix trug als Mitautorin eines 1978 veröffentlichten Artikels der Gruppe um die späteren Nobelpreisträger Harold Varmus und J. Michael Bishop zu dem Nachweis bei, dass RNA der ursprünglich im Rous-Sarkom-Virus identifizierten Tyrosinkinase Src auch in nicht infizierten Zellen exprimiert wird. Varmus und Bishop erhielten 1989 den Nobelpreis für Physiologie und Medizin aufgrund ihrer Entdeckung über den „zellulären Ursprung retroviraler Onkogene“.
In der Trauerrede für die Genetikerin Esther Lederberg 2006 erklärte der Mikrobiologe Stanley Falkow, dass Esther Lederberg, Martha Chase und Daisy Roulland-Dussoix jeweils in einem Team arbeiteten und an wichtigen wissenschaftlichen Entdeckungen beteiligt waren, die nur den männlichen Teamkollegen Joshua Lederberg, Alfred Hershey und Werner Arber zugeschrieben worden seien. So ging der Nobelpreis 1979 an die drei männlichen Wissenschaftler. Wil A. M. Loenen beschreibt die Geschichte dieser Entdeckungen detailliert.